# ASKÖ Pasching
ASKÖ Pasching foi um time de futebol de Pasching, Áustria. O clube participou da Bundesliga da Áustria de 2002 até 2007, quando o clube tornou se falido e transferiu sua licença para a primeira divisão ao novo clube SK Austria Kärnten da cidade de Klagenfurt. Depois a falência de Austria Klagenfurt o clube foi reformado como o atual FC Pasching, o clube que ganhou como primeiro clube da terceira divisão a Copa da Áustria de Futebol.
Outros nomes do clube foram:
- 2002-03: FC PlusCity Pasching
- 2003-07: FC Superfund

## Títulos
- Erste Liga 2001-2002